# Billième-Chevelu
Ancienne commune de la Savoie, la commune de Billième-Chevelu a existé au début du XIXe siècle. Elle a été créée entre 1795 et 1800 par la fusion des communes de Billième et de Saint-Jean-de-Chevelu. En 1814 elle a été supprimée et les deux communes constituantes ont été rétablies.